# 将作少府
将作少府（しょうさくしょうふ）は、古代中国の秦と前漢にあった官職である。宮殿の造営・修理を掌った。紀元前144年に将作大匠と改称した。

## 解説
史書の中では将作大匠の前身としてわずかに触れられるのみである。『史記』によれば、前漢の景帝中6年（紀元前144年）に、多くの官の名を改めた中に、将作少府から将作大匠への改称があった。『漢書』百官公卿表も同じ年の改称を記す。
「百官公卿表」によれば、二人の丞（将作少府丞）、左候、右候・中候を部下に持った。石庫令、東園主章令、左校令、右校令、前校令、後校令、中校令の7令が属官としてつき、それぞれ石戸丞など7丞が補佐した。また、主章長と主章丞もついた。
秦・漢には別に少府という官職があり、前漢初期には少府も宮殿の造営に関与していた。官名の類似もふまえ、もと秦では宮殿の造営を少府が担っており、将作少府は少府から分離して作られたとする説がある。